# 伊万·沙德尔
伊凡·沙德尔（Иван Шадр，1887-1941），苏联雕塑家。1910年赴巴黎向布代尔学习雕塑。1912年入罗马高等美术专科学校学习，次年回国。十月革命后参与创建了俄罗斯雕塑家协会。1918年创作了《马克思像》，1920年代后创作了大量反映工人生活的雕像。1938年又创作了《高尔基像》。